# Шаваньяк (Канталь)
Шаванья́к (фр. Chavagnac, окс. Chavanhac) — коммуна во Франции, находится в регионе Овернь. Департамент — Канталь. Входит в состав кантона Мюра. Округ коммуны — Сен-Флур.
Код INSEE коммуны — 15047.
Коммуна расположена приблизительно в 420 км к югу от Парижа, в 75 км южнее Клермон-Феррана, в 45 км к северо-востоку от Орийака.

## Население
Население коммуны на 2008 год составляло 103 человека.
| 1962 | 1968 | 1975 | 1982 | 1990 | 1999 | 2008 |
| ---- | ---- | ---- | ---- | ---- | ---- | ---- |
| 93   | 133  | 122  | 144  | 129  | 94   | 103  |

## Экономика
В 2007 году среди 56 человек в трудоспособном возрасте (15—64 лет) 40 были экономически активными, 16 — неактивными (показатель активности — 71,4 %, в 1999 году было 71,2 %). Из 40 активных работали 39 человек (23 мужчины и 16 женщин), безработным был 1 мужчина. Среди 16 неактивных 2 человека были учениками или студентами, 8 — пенсионерами, 6 были неактивными по другим причинам.

## Достопримечательности
- Замок Шаваньяк (XV век). Памятник истории с 1991 года[4]
- Башня Шаваньяк (XII век). Памятник истории с 1947 года[5]

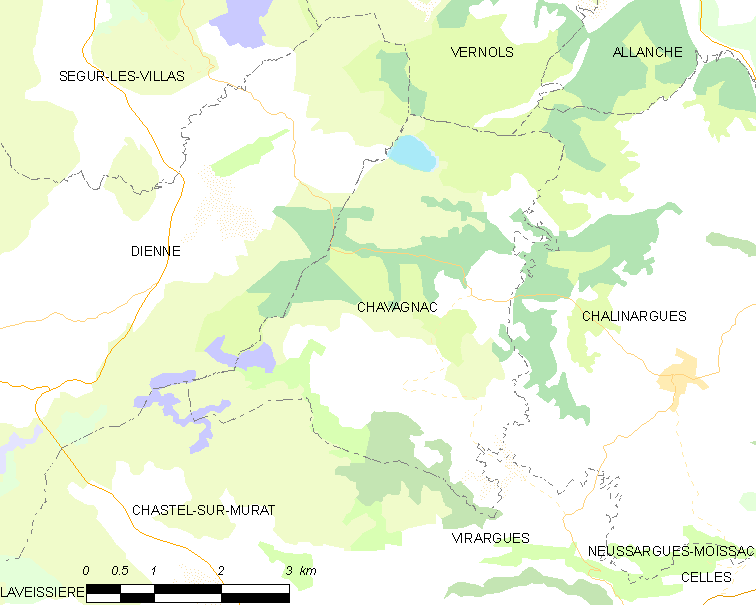
Карта коммуны